# Yamagumo (1938)
El Yamagumo (山雲 nube de la montaña?) fue el sexto destructor de la clase Asashio. Sirvió en la Armada Imperial Japonesa durante la Segunda Guerra Mundial. 

## Historia
El 25 de octubre de 1944, el Yamagumo formaba parte de la escolta de la Fuerza Sur del almirante Shōji Nishimura, mientras se desarrollaba la batalla del Golfo de Leyte. El destructor estadounidense de la clase Fletcher USS McDermut lo torpedeó en el estrecho de Surigao, logrando un impacto directo que hizo estallar al Yamagumo, perdiéndose toda su tripulación (excepto dos supervivientes) en la posición (10°16′N 125°23′E / 10.267, 125.383).